# Кнежевина Молдавија
Кнежевина Молдавија (молд. Цара Молдовей; тур. Boğdan Prensliği) је назив за државу која је постојала од 1346. до 1859. године. Кнежевина је била у вазалном односу према Османском царству од 1514. године, а 1859. се ујединила са Кнежевином Влашком, чиме су ударени темељи данашње Румуније. у различитим периодима Молдавија је укључивала подручја Бесарабије (са Буџаком), целу Буковину и Херцу. Регион Покутја је такође био део кнежевине током једног периода. Западна половина Молдавије је данас део Румуније, источни део припада Републици Молдавији, а северни југоисточни део територије припада Украјини.

## Име и етимологија
Првобитни и краткотрајни назив коришћен за овај регион био је Богданија, након Богдана I, оснивача кнежевине. Називи Молдавија и Молдова су изведени из назива реке Молдавије, међутим, етимологија није позната и постоје неколико верзија:
- легенда коју је забележио Димитрије Кантемир у свом делу Историјско, географско и политичко описаније Молдавије, односи се на лов Мармарошког војводе Драгоша и његову потеру дивљег говеда обележеног белегом у облику звезде. Драгоша је у потери пратила његова верна куја која се звала Молда, када су стигли до обале непознате реке, Молда је сустигла говедо које ју је убило. Драгош је реку назвао по псу а име је постало општеприхваћено и за земљу.
- старонемачка реч Молде, што значи "површински коп"
- Готска реч Мулда (гот: 𐌼𐌿𐌻𐌳𐌰, рунски: ᛗᚢᛚᛞᚨ) у преводу "прашина", "прљавштина" (сродно са енглеском Молд), односећи се на реку.
- словенска етимологија (-ова је сасвим уобичајени словенски суфикс), означавајући крај једног словенског генитивног облика, означавајући својину, углавном женских именица (тј., "она Молдавија").
- Земљопоседник Алекса Молдаович спомиње се у документу из 1334. године као локални бољар у служби Болеслава Ђорђа II, што потврђује употребу имена пре оснивања молдавске државе и може бити извор имена регије.

У неколико ранијих референци, "Молдавија" је изведена под композитним обликом Молдо-Влашке (на исти начин Влашка се може појавити као Угро-Влашка). Референце на османском турском језику за Молдавију су биле Boğdan Iflak (у преводу "Богданова Влашка") и Boğdan (а повремено и Kara-Boğdan - "Црни Богдан").
На појединим страним језицима име региона гласи фр. Moldavie,  , мађ. , рус. , тур. , грч. Μολδαβία.

## Историја

### Рани средњи век
Становници Молдавије су били хришћани. Археолошким радовима откривени су остаци хришћанске некрополе у Михалашенију, округ Ботошани, из 5. века. Место богослужења и гробнице су имале хришћанске карактеристике. Место богослужења имало је правоугаони облик са странама од осам и седам метара. Сличне некрополе и богомоље пронађени су у Николини, у Јашију
Болоховени се спомињу у Ипатској хроници из 13. века. Хроника показује да се ова земља граничила са поглаварствима у Халиху, Волињу и Кијеву. Археолошка истраживања такође су идентификовала локацију утврђених насеља из 13. века у овом региону. Алекандру В. Болдур је идентификовао Воскодавје, Воскодавти, Волосковти, Волковти, Волосовка и друге градове и села између средњег тока река Дњестар (рум. Nistru) и Дњепар (рум. Nipru). Болоховени су нестали из хроника након пораза 1257. године од стране војске Данила Галичког. Њихов етнички идентитет је неизвестан, иако их румунски научници, заснивајући се на њиховом етнониму, идентификују као Румуне (који су се звали Власи у средњем веку), археолошки докази и Ипатска хроника (која је једини примарни извор који документује њихову историју) указују на то да су они били словенско племе.
Почетком тринаестог века, на том простору су били присутни Бродники, и словенско - влашка вазална држава Галиција-Волинија, која се простирала на већем делу територије молдавске регије, и делу Влашке, (према изворима из 1216. године Бродники се спомињу као службеници Суздаља).
У 11. веку, Власи су убили викинга који се звао Родфос вероватно у области данашње Молдавије. Будући византијски цар Андроник I Комнин био је 1164. године заробљен од стране влашких пастира у истој регији.

### Развијени средњи век
Фра Вилијам из Риброка, који је посетио двор великог кана 1250-их година, навео је "Блаке", или Влахе, међу народима који су плаћали данак Монголима, али позиција влашке територије је нејасна. Фра Вилијам описује "Блакију" као "Асенску територију" јужно од доњег тока реке Дунав, показујући да ју је идентификовао са северним деловима Другог бугарског царства.
Крајем 14. века, краљ Карло Роберт покушао је да прошири своје царство и утицај католичке цркве на исток након пада Куманове владавине, и наредио кампању под командом Пинта де Менде (1324). Мађари су 1342. и 1345. године победили у борби против Татара, а конфликт је окончан смрћу Јанија Бега 1357. године. Пољски хроничар Јан Длугош поменуо је Молдавце (под именом Влашани) да су се прикључили војној експедицији 1342. године, под краљем Владиславом I, против Маркгрофовије Бранденбург.
Драгош, споменут као влашки књаз у Мармарошу, је 1353. године био послат од стране Лајоша I да успостави линију одбране од снага монголске Златне хорде на реци Сирет. Овом експедицијом су постали политички вазали Мађарској, са средиштем око Баје (рум. Târgul Moldovei или рум. Moldvabánya).
Богдан I, други влашки војвода из Мармароша који је поражен од мађарског краља, прешао је Карпате 1359. године, преузео контролу над Молдавијом, и успешно ослободио област од мађарске контроле. Његова област се простирала на северу до реке Черемош, док је јужни део Молдавије био под окупацијом татарских Монгола.
Богданова прва престоница била је у Баји, касније је преместио у Сирету (остала је Сирету док је Петру I није преместио у Сучави, а коначно је премештена у Јашију под Александруом Лапушнануом - у 1565. години). Подручје око Сучаве, које приближно одговара подручју будуће Буковине, касније ће бити подељено на две административне јединице, једну под именом Горња земља (рум. Țara de Sus), и другу која се протезала на обе обале реке Прут,  Доња земља (рум. Țara de Jos).
Незадовољан због стварања краткотрајне уније Пољске (након Пјастовске ере) и Мађарске, Богданов наследник Лацко прихватио је конверзију у католицизам око 1370. године, али то није прошло без последица. Упркос томе што су званично били православци и културно повезани са Византијом након 1382. године, кнежеви из династије Богдан-Мушат ушли су у сукоб са Цариградском патријаршијом око контроле постављања у новооснованом молдавском Митрополијском седишту, цариградски патријарх Антоније IV је чак издао анатему над Молдавијом након што је кнез Роман I протерао његовог изасланика назад у Византију. Криза је коначно решена у корист молдавских кнежева под Александром I. Ипак, религијска политика је остала комплексна: док су конверзије из православне у друге вере била обесхрабрене (а забрањеза кнежеве), Молдавија је укључивала значајне римокатоличке заједнице (Немци и Мађари), као и антихалкидонске Јермене, а након 1460. године у земљу су стигли протерани Хусити (који су основали Чубурчу и вероватно Хуши).
Кнежевина Молдавија обухватала је читав географски регион Молдавије. У разним периодима, разне друге територије биле су политички повезане са молдавском кнежевином. Ово је случај са провинцијом Покутја, феудима Четатеа де Балта и Чичеу (у Трансилванији) или, касније, територије између река Дњестар и Буг.
Петру I је профитирао од распада мађарско-пољске уније и приближио земљу Јагелонској краљевини, постајући вазал Владислава II 26. септембра 1387. године. Међутим овај потез је имао неочекиване последице: Петру је добио подршку пољског владара у борби против Тевтонских витезова, а заузврат предао контролу над Покутјом док не врати дуг, али како ово није било званично забележено, власт над регијом је оспоравана са обе стране, док је Молдавија није изгубила у Обертинској бици (1531). Принц Петру је проширио земљу на југ до Делте Дунава. Његов брат Роман I освојио је од Мађарске Билгород-Дњистровски у 1392. години, што је обезбедило Молдавији излазак на Црно море, пре него што је збачен са престола због подршке Фјодору Коријатовичу у сукобу са Витолдовом Литванијом. Под Стефаном I, растући пољски утицај био је изазван од стране мађарског краља Жигмунда, чија је експедиција поражена код Гиндаоанија 1385. године, међутим, Стефан је нестао под неразјашњеним околностима.
Иако је Александар I на трон дошао 1400. године уз мађарску помоћ (са асистенцијом Мирче I), он је преусмерио своју политику ка Пољској (значајно је учешће молдавских снага на пољској страни у бици код Гринвалда и опсади Малборка), и пружио подршку новом владару у Влашкој након Мирчине смрти. Његова владавина била је једна од најуспешнијих у историји Молдавије, али је такође доживела први сукоб са Османлијама у Билгороду-Дњистровском 1420. године, а касније чак и сукоб са Пољацима. Дубока криза уследила је након Александрове дуге владавине, са његовим наследницима који су се борили у низу ратова који су поделили земљу до убиства Богдана II и успона Петра III Арона 1451. године. Ипак, Молдавија је била подвргнута даљим мађарским интервенцијама након тог тренутка, када је Матија Корвин збацио Арона и поставио Александрела на трон у Сучави. Владавином Петра Арона почело је молдавско вазалство Османском царству, пошто је прихватио да плати данак султану Мехмеду II.

### Позни средњи век
Под Стефаном Великим, који је преузео трон и касније постигао споразум са Казимиром IV у 1457. години, држава је доживела свој најславнији период. Стефан је зауставио Мађаре у бици код Баје, напао Влашку 1471. године, и ослободио се османских репресалија одлучном победом у бици код Васлуја 1475. године, након што је осетио претњу са пољске стране, он је напао Галицију и ослободио се пољског притиска у одлучној победи у бици код Космине шуме 1497. године. Међутим, морао је предати Килију и Билгород-Дњистровски, два главна утврђења у Буџаку, Османлијама у 1484. години, а 1498. године је постао османски вазал, када је био приморан да настави да плаћа данак султану Бајазиту II. Након заузимања Хотина и Покутје, Стефанова владавина је такође донела кратак период молдавске владавине у Трансилванији: Четатеа де Балта и Чичеу су постали његови феуди у 1489. години.

### Рано модерно доба и ренесанса
Под Богданом III потврђено је вазалство Османском царству, а османлије су убрзо преузеле контролу над свим молдавским пословима. Петар IV Рареш, који је владао током 1530-их и 1540-их, сукобио се са Хабзбуршком монархијом због својих амбиција у Трансилванији (изгубио своје поседе од Ђорђа Мартинуција), био поражен у Покутји од Пољака, и није успео у покушају да ослободи Молдавију од османске владавине – изгубио је Бендер од Османлија, који су га прикључили Силистарском ејалету.
Уследио је период дуге кризе. Молдавија је престала да издаје сопствени новац око 1520. године, по налогу кнеза Стефана IV, када су се суочили са наглим трошењем средстава и све већим захтевима порте. Такви проблеми постали су ендемски када је земља, која је ушла у Велики турски рат, претрпела последице стагнације и реформе Османског царства, у једном периоду током 1650-их и 1660-их, кнежеви су почели да се ослањају на фалсификоване кованице (обично фалсификати шведских риксдалера, које је издавао војвода Еустратије Дабижа). Економски пад био је праћен неуспехом да се одрже државне структуре: феудална молдавска војска више није била сазивана, а неколико трупа које су држали владари биле су састављене од професионалних најамника као што су сејмени.
Међутим, Молдавија и Влашка, које су на сличан начин погођене кризом, остале су и важни извори прихода Османског царства са релативно просперитетном пољопривредном економијом (посебно као добављачи жита и стоке - ово друго је било посебно важно у Молдавији, која је остала недовољно насељена земља пашњака). Временом, велики део ресурса био је везан за османску економију, било кроз монополе на трговину који су постављени 1829. године, након Једренског мира (који није директно утицао на све домене), или повећањем директних пореза - оних које су тражили Османлије од кнежева, као и оних које су захтевали кнежеви од становника земље. Порези су били директно пропорционални османским захтевима, али и све већем значају османског именовања и санкционисања кнежева пред изборима од стране бољара и бољарског савета (рум. Sfatul boieresc - привлачење конкуренције међу претендентима, што је подразумевало и интервенцију подмићених кредитора). Фискални систем је убрзо укључио порезе као што је вакарит (рум. văcărit – порез по грлу стоке), који је први пут увео Јанку Сасул током 1580-их година.
Понуђене економске могућности довеле су до значајног прилива грчких и левантских финансијера и званичника, који су ушли у оштру конкуренцију са високим бољарима због именовања на двору. Како је дворски систем претрпио ударце економске кризе, а у одсуству платног система (што је подразумевало да особе које су на власти могу одлучивати о властитим приходима), добивање кнежевског именовања постало је главни фокус каријере једног бољара. Такве промене су подразумевале и пад слободног сељаштва и успон кметства, као и нагли пад значаја ниских бољара (традиционална институција, која је убрзо постала маргинална и, у успешнијим случајевима прикључена градском становништву), међутим, они су такође подразумевали брз прелазак на монетарну економију, засновану на трговини у страној валути. Кметство је удвостручено у односу на мање бројно робовско становништво (рум. robi), састављеног од ромских миграната и заробљених Ногајаца.
Сукоб између кнежева и бојара постао је изузетно насилан - ову другу групу, која се често позивала на османски двор да би кнежеви испунили њене захтеве, прогонили су владари као што су Александру Лапушнану и Јоан III. Побуна Јоана Воде против Османлија завршила се његовим погубљењем (1574). Земља је пала у политички хаос, са честим османским и татарским упадима и пљачкама. Борбе Мушатинаца за круну и традиционални систем наслеђивања окончани су бројним нелегитимним владавинама, а један од узурпатора Јакоб Хераклид, био је протестантски грк који је охрабрио ренесансу и покушао увести лутеранизам у Молдавију.
Долазак на трон бољара Јеремије Мовила 1595. године поклопио се са почетком честих против османских и против хабзбуршких војних експедиција Државне заједнице Пољске и Литваније на територији Молдавије, као и повећаног ривалства између претендената на молдавски трон потпомаганих од све три стране.
Влашки кнез Михај Храбри, након што је заузео Трансилванију, такође је 1600. године свргнуо кнеза јеремију Мовилу и успео да постане први кнез који је владао Молдавијом, Влашком и Трансилванијом. Овај период уједињених кнежевина је окончан пољским освајањем области до Букурешта, које је убрзо заустављено избијањем Пољско-шведског рата и поновним успостављањем османске владавине. Пољско напредовање је заустављено од стране Османлија у бици код Цуцоре 1620. године, након које је окончана владавина молдавског војводе Гашпара Грацијанија.
Уследио је период релативног мира током просперитетније и престижније владавине Василија Лупуа. Он је преузео трон као бољарски службеник 1637. године и почео да се бори са својим супарником Георгијем Штефаном, као и са влашким кнезом Матејом Басарабом. Међутим, његова инвазија на Влашку, уз подршку козачког хетмана Богдана Хмељницког, завршена је катастрофалним поразом у бици код Финте 1653. године. Неколико година касније, Молдавија је на два кратка интервала окупирана од стране антиосманског влашког кнеза Константина Шербана, који се сукобио са првим владарем из породице Гика, Георгијем Гиком. Почетком 1680-их, молдавске трупе под Георгијем Дукасом интервенисале су на десној обали Украјине и помагале Мехмеду IV у опсади Беча, само да би претрпели последице Великог турског рата.

### Фанариоти (1711–1822)
Крајем 17. века, Молдавија је постала мета Руске Империје која се ширила на југ, коју је напао Петар Велики у Руско-турском рату 1710-1711. Кнез Димитрије Кантемир стао је на страну Петра и започео побуну против Османлија, али је био поражен код Станилештија. Султан Ахмед III је званично одбацио признавање локалних избора за кнежеве, наметнувши, уместо тога, систем који се ослања искључиво на османско одобрење: ера Фанариота, започиње владавином Николаса Маврокордатоса.
Владавина фанариота била је обележена политичком корупцијом, интригама и високим порезима, као и спорадичним упадима хабзбуршке и руске војске дубоко у територију Молдавије. Без обзира на то, они су такође покушали да се модернизују законодавство и администрацију инспирисани просветитељством (као што је одлука Константина Маврокордатоса да уведе платни систем у јавној служби, што је изазвало бес бољара и укидање кметства у 1749. години, као и кодекс Скарлата Калимачија), и означио је смањење османских захтева након што је претња руске анексије постала реална а изгледи за бољи живот довели су до таласа сеоске емиграције у суседне земље. Ефекти османске контроле су такође постали мање уочљиви након што је Кучуккаинарџијски мир из 1774. године омогућио Русији да интервенише у корист османских поданика православне вере - што је довело до кампање, као одговор на молбу молдавских бољара, против кнежеве политике.
Хотин су 1712. године заузеле Османлије и поставиле су одбрамбени систем који су молдавски кнежеви морали да одржавају, као и простор за исламску колонизацију (заједница народа Лази).

### Фрагментација
Молдавија је 1775. године изгубила од Хабзбуршке монархије северозападни део, који постаје познат као Буковина. За Молдавију, то је значило и значајан територијални губитак и велики ударац трговини стоком, будући да се регион налазио на трговачком путу за Централну Европу.
Мир у Јашију из 1792. године приморао је Османско царство да уступи Једисан Русији, што је учинило руско присуство много значајнијим, с обзиром да је царство стекло заједничку границу са Молдавијом. Први ефекат овог потеза био је уступање источне половине Молдавије (преименована у Бесарабија) Руској Империји у 1812. години.

### Органски статут, револуција из 1848.
Владавина Фанариота је званично окончана након окупације земље 1821. године од стране Александроса Ипсилантиса вође хетерија током Грчког рата за независност, уследила је османска одмазда и постављен је на власт Јоан Стурџа. Сматран је првим владаром новог система, пошто су се Османлије и Русија 1826. договорили да омогуће изборе за владаре Влашке и Молдавије, и одредили су им мандат од седам година. У пракси, нова основа за промену власти у Молдавији настала је Руско-турским ратом (1828—1829), који је започео доминацију Русије над двема кнежевинама која је трајала 1856. године. Започета као војна окупација под командом Павла Кисељова, руска доминација је омогућила Влашкој и Молдавији, које нису били ослобођене у потпуности од номиналне османске контроле, да модернизују Органске статуте (први документ сличан уставу, као и први који се односио на обе кнежевине). Након 1829. године ова област је постала важна дестинација имиграције Ашкеназа из Краљевине галиције и Лодомерије и подручја Русије.
Прво молдавско правило установљено статутом, од стране Михаила Стурџе, било је неприхваћено: жељан да смањи злоупотребу службеног положаја, Стурџа је увео реформе (укидање ропства, секуларизација, економска обнова), али су га сматрали да спроводи личну власт у односу на новоосновану консултативну скупштину. Подржавајући јединство своје земље са Влашком и румунским романтичарским национализмом, он је успоставио царинску унију између две земље (1847) и показао подршку радикалним пројектима које фаворизују ниски бољари, ипак, он је збачен са власти и протеран у молдавском револуционарном покушају крајем марта 1848. Григор Алекандру Гика дозволио је да се прогнани револуционари врате у Молдавију око 1853., што је довело до стварања Националне партије (рус. Partida Națională), трансграничне групе радикалних синдикалних присталица који су се залагали за једну државу под страном династијом.

### Јужна Бесарабија
Године 1856., под одредбама Париског мира, Руска Империја је Молдавији вратила значајну територију у јужној Бесарабији (укључујући и део Буџака), која је касније подељена на округе Болграда, Кахула и Измаила.

### Уједињење са Влашком
Руска доминација нагло је окончана након Кримског рата, када су на Париском миру признате две румунске кнежевине под туторством великих европских сила (поред Русије и Османског царства, у поделу власти учествовали су: Уједињено Краљевство Велике Британије и Ирске, Аустријско царство, Друго француско царство, Краљевина Пијемонт-Сардинија и Пруска). Због аустријске и османске опозиције и британских резерви, синдикални програми које су тражили радикални учесници кампање били су интензивно расправљани. У септембру 1857. године, с обзиром да је кајмакам Николае Вогориде извршио крађу на изборима у Молдавији, велике силе су дозволиле двема државама да сазову ад-хок диван, на ком је требало бити донесена одлука о новом уставном оквиру, диван је имао огромну подршку синдиката за стварање либералне и неутралне државе. Након даљњих састанака међу лидерима држава тутора, постигнут је споразум (Конвенција у Паризу), по ком је требало применити ограничену унију - одвојене владе и престоли, са само два тела (Касациони суд и Централна комисија са пребивалиштем у Фокшанију), а такође је одлучено да се Молдавији враћају подручја око Болграда, Кахула, и Измаила.
Међутим, како на конвенцији није донесена одлука да на оба престола не може бити иста особа, Национална партија (рум. Partida Națională) је кандидовала Александра Јоана Кузу у обе кнежевине. Александар Куза је 17. јануара 1859. године, у Јашију, изабран за кнеза молдавије од стране одговарајућег изборног тела. Након уличних протеста много конзервативнијег изборног тела у Букурешту, Куза је такође изабран за кнеза Влашке 5. фебруара. Три године касније, након дипломатских мисија које су помогле у уклањању опозиционих акција, од формалне уније је створена заједничка држава Уједињене Кнежевине (основа данашње Румуније) а Куза је добио титулу домнитора (сва правна питања су разјашњена након абдикације Кузе и доласка на престо Карола I Румунског у априлу 1866. године, и стварања независне Краљевине Румуније у 1881. години) – то је званично окончало постојање Кнежевине Молдавије.

## Друштво

### Ропство
Ропство (рум. robie) је било део друштвеног поретка од периода пре оснивања Кнежевине Молдавије, све док није укинуто у етапама током 1840-их и 1850-их. Већина робова је била ромске етничке припадности (Цигани). Постојали су и робови татарске националности, вероватно заробљени у ратовима са Ногајском хордом и Кримљана. Постојање ропства је први пут потврђено у молдавском документу из 1470. године, којим се кнез Стефан III Молдавски одриче Оана, татарског роба који је побегао у Јагелонску Пољску.
Тачан почетак ропства у Молдавији није познат, јер је то била уобичајена пракса у средњовековној Европи. Као и у Византији, Роби су били држани као државни робови, од стране бољара или манастира. Историчар Николаје Јорга повезао је долазак Рома са Монголском инвазијом Европе и сматрао је да су они у ропству од тог периода, веровао је да су Румуни преузели ромске робове од Монгола и задржали њихов робовски статус како би контролисали њихов рад. Други историчари сматрају да су Роми били заробљени током борби са Татарима. Пракса затварања заробљеника такође је могла бити преузета од Монгола. Етнички идентитет "Татарских робова" је непознат, можда су били заробљени Татари из Златне хорде, Кумани, или робови Татара и Кумана. Иако је могуће да су неки Роми били робови или помоћне трупе Монгола или Татара, већина их је дошла са југа Дунава, показујући да је ропство била распрострањена пракса. Татарски робови, мањи број, на крају су се стопили у ромску популацију.
Традиционално, ромски робови су били подљени у три категорије. Најмања је била у власништву "господара", у румунском језику је названа țigani domnești ("Цигани који припадају господару"). Друга категорија је названа țigani mănăstirești ("Цигани који припадају манастиру"), који су били у власништву румунских православних и грчких православних манастира, и трећа категорија țigani boierești ("Цигани који су припадали бољарима"), који су били поробљени од стране земљопоседника.
Укидање ропства спроведено је након кампање младих револуционара који су прихватили либералне идеје просветитељства. У 1844. години, молдавски кнез Михаил Стурџа предложио је закон о ослобађању робова у власништву цркве и државе. До 1850-их, покрет је добио подршку од скоро читавог румунског друштва. У децембру 1855. године, на предлог кнеза Григореа Гике, предлог закона који су израдили Михаил Когалничану и Петре Маврогени је усвојен на Дивану. закон је еманциповао све робове у статус пореских обвезника (грађана).
Подршка укидању ропства појавила се у румунској књижевности средином 19. века. Питање ропства Рома постало је тема у књижевним делима разних либералних и романтичних интелектуалаца, од којих су многи били активни у кампањи за укидање ропства. На румунски покрет за укидање ропства утицао је и много већи покрет против црног ропства у Сједињеним Америчким Државама кроз извештаје за штампу и преко превода дела Харијете Бичер Стоу Чича Томина колиба. Дело је превео Теодор Кодреску и први пут објавио 1853. године у Јашију, под називом Coliba lui Moșu Toma sau Viața negrilor în sudul Statelor Unite din America (што се преводи као "Колиба ујка Томе или Живот црнаца у јужним Сједињеним Америчким Државама"), то је био први амерички роман који је објављен на румунском језику. Предговор је укључивао студију о ропству Михаила Когалничануа.

## Војска
Током владавине Стефана Великог, сви фармери и сељаци су морали носити оружје. Стефан је то оправдао говорећи да "сваки човек има дужност да брани своју домовину", према пољском хроничару Јану Длугошу, ако је неко био пронађен без оружја био би осуђен на смрт. Стефан је реформисао војску, која је почела да укључује слободне сељаке (рум. răzeși) у пешадију (рум. voinici) и лаку коњицу (рум. hânsari) — како би постао мање зависан од бољара — и наоружао своју војску. У периодима кризе, Мала домаћа војска (рум. Oastea Mică) — која се састојала од 10.000 до 12.000 војника спремних да нападну непријатеља, а Велика домаћа војска (рум. Oastea Mare) — која је бројала и преко 40.000 војника регрутованих од слободних сељака старијих од 14 година и довољно јаких да носе мач или користе лук и стрелу. Ово се ретко дешавало, јер су такве масовне регрутације биле поражавајуће и за економију и за раст становништва. У бици код Васлуја, Стефан је морао да ангажује и Велику војску и да регрутује најамничке снаге.
У средњем веку и раној ренесанси, Молдавци су се ослањали на лаку коњицу (рум. Călărași) која је користила тактику сличну оној коју су користили Татари, што им је омогућило велику покретљивост и флексибилност, у случају да су сматрали да је корисније да сјашу са својих коња и боре се прса у прса, као што се десило 1422. године, када су 400 коњаника били послати да помогну Јагелонској Пољској у борби против Тевтонских витезова. Када би остварили визуелни контакт са непријатељем, коњаници би се повукли у оближњу шуму и маскирали би се лишћем и гранама, према Јану Длугошу, и када би непријатељ ушао у шуму био би "обасипан стрелама" и поражен. Тешка коњица била је састављена од племства, наиме, бољара и њихових стража, малог племства (рум. viteji) и судске коњице (рум. curteni). У ратним временима, бољари су били присиљени феудалним системом верности да обезбеде кнезу трупе у зависности од величине њиховог феудалног добра.
Остатак војске се састојао од професионалних пешадија (рум. lefegii) које су испуњавале тешке пешадијске улоге, и слободних сељака чија је улога била да обављају граничне страже (рум. plăieși): чували су планинске прелазе и били спремни да нападну из заседе непријатеља и да успоравају њигова деловања.
У одсуству кнеза, заповедништво је додељивано Маре Спатару (рум. Mare Spătar, Велики мачевалац – војни штаб) или Маре Ворнику (рум. Mare Vornic, Гувернер области – цивилна канцеларија по значају одмах иза војводе, који је постављан од кнеза лично). Снабдевање трупа је по каснијом законском одредбом била обавеза становника тих земаља на којима су војници били присутни у одређеном времену.
Омиљена војна тактика Молдаваца (као и Влаха) у (одбрамбеним) ратовима била је спаљивање земље у комбинацији са узнемиравањем непријатеља који је напредовао, користећи нападни и бежи тактику и прекидање веза и линија снабдевања, праћене у великим размерама заседама: ослабљени непријатељ био би намамљен на место где би се нашао у положају који је тешко или немогуће бранити. Следио би општи напад, често са разарајућим резултатима. Разбијени остаци онога што је некада била непријатељска војска би се уско прогањали и малтретирали све до границе, а понекад и даље. Типичан пример успешног коришћења овог сценарија је битка код Васлуја.
Крајем 15. века, нарочито након развоја оружја и топова, плаћеници су постали доминантна снага у војсци. Са економским захтевима који су створени због стагнације и реформе Османског царства, снаге су се плаћеничке снаге су се смањивале и укључивале су само сејмене.
Једренски мир из 1829. године омогућио је Молдавији да поново организује своје трупе које више нису служиле као помоћна снага под строгом османском контролом, и почели су користити црвене уместо плаве ратне заставе. Њихово обнављање под Михаилом Стурџом било је главни симбол и подршка националистичком циљу, што је помогло у избијању Молдавске револуције 1848. године.

### Флота
Прво спомињање молдавске флоте пронађено је у списима у вези са владавином Арона Тиранула, који је користио да помогне влашком владару Михају Храбром да успостави контролу над рукавцем Килија на Дунаву у Добруџи.
Споразум из Једрена је предвиђао организовање молдавске флоте која би се користила за самоодбрану, а састојала би се од каика. Шкуне наоружане топовима биле су први пут изграђене током 1840-их. Поред патролирања Дунавом, оне су пловиле и његовим притокама, Сирету и Пруту.

### Заставе и историјски грбови
- Грб Молдавије за време владавине кнеза Стефана III Молдавског
- Грб Баје из 14. века, прве молдавске престонице
- Грб Кнежевине Молдавије израђен на зиду цркве светог Димитрија у Сучави
- Грб Молдавије из 16. века за време владавине Александруа Лапушнануа, на једном од зидина манастира Слатина
- Печат Михаја Храброг (садржи грб Влашке, Молдавије и Трансилваније)
- Грб Димитрија Кантемира
- Историјски грб Буковинског војводства
- Грб Буковинског војводства приказан на Палати правде у Бечу, Аустрија
- Грб породице Кантакузино
- Грб породице Мурузи
- Грб породице Струџа
- Грб Кнежевине Молдавије из 19. века
- Грб Буковине
- Грб Бесарабије
- Застава Молдавске Демократске Републике (1917–1918)

## Географија
У географском смислу подручје Молдавије је ограничено Карпатима на западу, реком Черемош на северу, реком Дњестар на истоку и Дунавом и Црним морем на југу. Река Прут протиче скоро кроз средину ове области од севера ка југу.
Крајем 15. века Кнежевина Молдавија је имала површину од око 93.500 km², највећи део и језгро бивше кнежевине данас припада Румунији (45,5%), а затим Републици Молдавији (31,9%), и Украјини (22,6%). То представља 87,7% површине Републике Молдавије, 18,3% површине Румуније и 3,5% површине Украјине.
Регија је углавном брдовита, са низом планина на западу и равничарским подручјима на југоистоку. Највећа надморска висина Молдавије је врх Ињу (2.279 м), који је уједно и најзападнија тачка региона.

## Становништво

### Становништво кроз историју
Савремени историчари процењују становништво (историјски названо Молдавци) Кнежевине Молдавије у 15. веку да се кретало између 250.000 - 600.000 људи, али опсежни попис је први пут спроведен у периоду 1769-1774.
Године 1848. северозападни део, анексиран 1775. године од стране Хабзбуршке монархије, Буковина, имао је 377,571 становника. У 1856. години, источна половина Молдавије, Бесарабија, анексирана 1812. године од стране Руске Империје, имала је 990,274 становника, Док је становништво Кнежевине Молдавије (западна половина Молдавије) у 1859. бројило 1.463.927 људи.

### Градови
Највећи градови (по последњим пописима) и градска подручја у региону Молдавије су:
- Молдавија:
  - Кишињев - 532,513 (662,836 у градском подручју)
  - Балци - 97,930 (102,457)
  - Бендер - 91,882
- Румунија:
  - Јаши - 290,422 (465,477 у градском подручју) – престоница Кнежевине Молдавије у периоду од 1564. до 1859.
  - Галац - 249,432 (323,563)
  - Бакау - 144,307 (223,239)
  - Ботошани - 106,847 (144,617)
  - Сучава - 92,121 (144,100) – престоница Кнежевине Молдавије од 1388. до 1564.
  - Пјатра Њамц - 85,055 (131,334)
  - Фокшани - 79,315 (125,699)
- Украјина:
  - Чернивци - 240,600
  - Измаил - 84,815

- Сучава
- Јаши
- Бендер
- Бакау
- Кишињев
- Галац
- Пјатра Њамц
- Ботошани
- Фокшани
- Балци
- Измаил

## Просвета
У 1562. години отворена је Латинска школа у Котнарију, близу Јашија, која је означила почетак организованих хуманистичких образовних институција у Молдавији.
Прва институција високог образовања која је функционисала на територији Румуније била је Академија Василијана (1640), коју је основао кнез Василије Лупу под називом Висока школа за латински и словенски језик, а затим је основана Кнежевска академија у Јашију 1707. године. Прве структуре високог образовања на румунском језику основане су у јесен 1813. године, када је Георги Асачи организовао један разред инжењера, а њихове активности су се одвијале унутар Кнежевске академије.
Након 1813. године, други моменти су обележили развој високог образовања на румунском језику, како хуманистичких тако и техничких наука. Академија Михаиљана, коју је основао кнез Михаил Стурџа 1835. године, сматра се првом академијом на румунском језику. Године 1860. три факултета у саставу Академије Михаиљане формирали су нуклеус за новоосновани Универзитет у Јаши, први румунски модерни универзитет.

## Култура

### Архитектура
- Светска баштина:
  - Цркве Молдавије
  - Резиденција буковинско-далматинских митрополита
  - Геодетска тачка у Рудију (као део Струвеовог геодетског лука)